# گلینه عطایی
گُلینه عطایی (زادهٔ ۱۳۵۳) روزنامه‌نگار آلمانیِ ایرانی‌تبار است. او برندهٔ جوایزی چون روزنامه‌نگار سال ۲۰۱۴ آلمان و جایزهٔ هانس یوآخیم فریدریش شده است. عطایی دانش‌آموختهٔ مقطع کارشناسی ارشد رومی‌تبارشناسی، علوم سیاسی و ایران‌شناسی از دانشگاه هایدلبرگ است.
گلینه عطایی در سال ۲۰۲۲ به عنوان مدیر استودیو قاهره، در تلویزیون کانال ۲ آلمان زد د اف استخدام شد.